# Koga (Fukuoka)
Koga è una città giapponese della prefettura di Fukuoka.